# Theo Tempelman
Theo Tempelman (Bindjei, 27 oktober 1931 – Wageningen, 17 september 2015) was een binnenhuisarchitect en meubelontwerper. Hij is als docent verbonden geweest aan de Gerrit Rietveld Academie, de Koninklijke Academie van Beeldende Kunsten in Den Haag en de Academie voor Kunst en Industrie te Enschede. Zijn zaalstoel AP 40 was de eerste kunststof stoel van Nederlandse bodem. 

## Biografie
Theo Tempelman werd geboren op Sumatra, in het toenmalig Nederlands-Indië. Tijdens de Japanse bezetting zat hij in een Japans interneringskamp. Na de oorlog kwam hij met zijn familie naar Nederland en studeerde hij aan de Academie voor Kunst en Industrie te Enschede.
Direct na zijn studie begon hij een bureau met Willem van der Mast-Spakler. Daarna ging hij een associatie aan met Nol Karstens. De praktijk leerde hij vooral kennen toen hij in dienst trad bij ontwerper Hein Salomonson. Zijn ontwerpen werden bij de fabrikant Polak in Hilversum vervaardigd.
In 1974 begon Tempelman samen met Hein Salomonson en Rik Egberts een eigen bureau, voor de grotere opdrachten. De binnenhuis,- en buitenhuisarchitectuur werd vaak ondersteund door tuinen naar ontwerp van belangrijke tuinarchitecten, zoals Mien Ruys.

## Werk
- Diverse meubelen voor AP Originals 1958
- Banque de Paris Den Bosch 1981
- Banque de Paris Rotterdam 1971
- Banque de Paris Dordrecht 1974
- Banque de Paris Haarlem 1972
- Showroom Polak Amsterdam 1967
- Provinciehuis Zwolle 1971 - 1972
- Woonhuis Zwolle 1965
- Woonhuis Amsterdam 1962-65
- KLM passage kantoor Amsterdam 1962
- P. de Zwaan Amsterdam 1964
- Laboratorium Tumac Zevenaar 1966
- Randstad Buitenveldert Amsterdam 1970
- P.W. Alexander ziekenhuis Den Bosch 1971
- Rai Congresgebouw Amsterdam 1964

## AP 40
De AP 40, ook wel de Tempelmanstoel of Studionstoel genoemd, dateert uit 1967. Zijn ontwerp kreeg al snel bekendheid door het gebruiksgemak, de vormgeving en kwaliteit. Bovendien zijn de stoelen stapelbaar, waardoor het veelvuldig in grote ruimtes gebruikt kan worden. De kuip van de stoel bestaat uit polypropyleen, een kunststof materiaal dat onverslijtbaar is en zowel binnen als buiten dienst kan doen
De opkomst van de jeugd- en popcultuur in de late jaren ’60 vormden een belangrijke stimulans voor Tempelman om met kleuren en vormen te spelen. Hij ontwierp zodoende de eerste Nederlandse kunststof stoel. Dit deed hij voor het bedrijf A. Polak. In de serie AP Originals verscheen de stoel onder de aanduiding AP 40. Door intensief gebruik in kantines, scholen en zalen, en door het simpele design van de stoel, werd de AP 40 een onmisbaar design in Nederland. Zijn ontwerp is opgenomen in de stoelencollectie van de TH Delft.